# Grace Lee Boggs
Grace Lee Boggs, född 27 juni 1915 i Providence i Rhode Island, död 5 oktober 2015 i Detroit i Michigan, var en amerikansk författare, filosof, feminist och aktivist. Hon samarbetade med bland andra C.L.R. James och Raja Dunajevskaja.

## Biografi
Grace Lee Boggs föddes 1915 i Providence i Rhode Island. Hennes föräldrar kom ursprungligen från Taishan i södra Kina. Boggs avlade 1940 doktorsexamen vid Bryn Mawr College med en avhandling om George Herbert Mead. År 1953 gifte hon sig med James Boggs (1919–1993), en politisk aktivist.
Under 1940-talet gick Boggs med i Workers Party, ett trotskistiskt parti som tog avstånd från både kapitalism och stalinism. Hon översatte flera av Marx skrifter som ingår i Ökonomisch-philosophische Manuskripte aus dem Jahre 1844. Senare gick hon med i det vänsterradikala partiet Johnson–Forest Tendency.
Efter bröllopet bosatte sig paret Boggs i Detroit och engagerade sig i medborgarrättsrörelsen och black power-rörelsen. Under 1960-talet var hon under en period medlem i den vänsterradikala gruppen Facing Reality. År 1970 var Boggs med och grundade Detroit Asian Political Alliance. År 1979 deltog paret Boggs i grundandet av National Organization for an American Revolution (NOAR). De grundade även det mångkulturella kollektivet Detroit Summer.
Grace Lee Boggs avled i Detroit 2015, 100 år gammal. President Barack Obama sade i ett pressmeddelande bland annat: "As the child of Chinese immigrants and as a woman, Grace learned early on that the world needed changing, and she overcame barriers to do just that. She understood the power of community organizing at its core – the importance of bringing about change and getting people involved to shape their own destiny."